# Neugrüneberg
Neugrüneberg ist ein zum Magdeburger Stadtteil Berliner Chaussee gehörender Ortsteil.
Neugrüneberg liegt zwischen dem Magdeburger Stadtteil Cracau und dem ebenfalls zum Stadtteil Berliner Chaussee gehörenden Ortsteil Puppendorf. Er beginnt in der Vehlitzer Straße und reicht bis zum Ortsteil Hammelberg. Früher eher wenig besiedelt mit großen Grundstücken von 2000 m² und mehr Fläche, wird er als Wohnsiedlung genutzt. Insbesondere im Zeitraum 1997 bis 2002 entstanden viele Neubauten.
Der Schwarzkopfkolk, ein kleines stehendes Gewässer (Kolk), gehört zu  Neugrüneberg.
Koordinaten: 52° 7′ 17,4″ N, 11° 40′ 9,3″ O